# 莫朗 (埃武拉區)
莫朗（葡萄牙語：Mourão），是葡萄牙的城鎮，位於該國中南部，由埃武拉區負責管轄，始建於1296年，面積大约278.63平方公里，2011年人口大约是2,663，該城鎮人口密度每平方公里9.56人。
38°20′N 7°22′W / 38.333°N 7.367°W